# Quintanilla de Sollamas
Quintanilla de Sollamas es una localidad del municipio de Llamas de la Ribera, en la provincia de León (España). En 2022 contaba con 316 habitantes.
Está situada a unos 4 km de Llamas de la Ribera y a 30 km de León, en la ribera del Órbigo. Como edificios característicos cuenta con la iglesia de San Lorenzo, situada en el centro del pueblo, y la ermita de San Felipe, situada en el monte a unos 2 km del pueblo 
La localidad cuenta con varios servicios como escuela de primaria, centro de consultas médicas, biblioteca pública, pabellón polideportivo, un complejo polideportivo al aire libre conocido como "Camping" y una playa fluvial situada al lado del río.

## Etimología
La procedencia de su nombre aún no está clara y se barajan varias opciones. Se dice que podría haber sido la residencia temporal de algún patricio romano o una granja que serviría de abastecimiento a las tropas encargadas de trabajar en las médulas de Villaviciosa. Lo que sí tiene procedencia, es el apellido de "Sollamas", que es un indicativo de su situación geográfica, en latín "debajo de Llamas".

## Lugares de interés
Como lugares de interés de esta localidad, nos encontramos con los siguientes:

### Iglesia de San Lorenzo
Se ha restaurado recientemente. Al lado de esta iglesia, concretamente, en la plaza, se celebran las fiestas del pueblo.

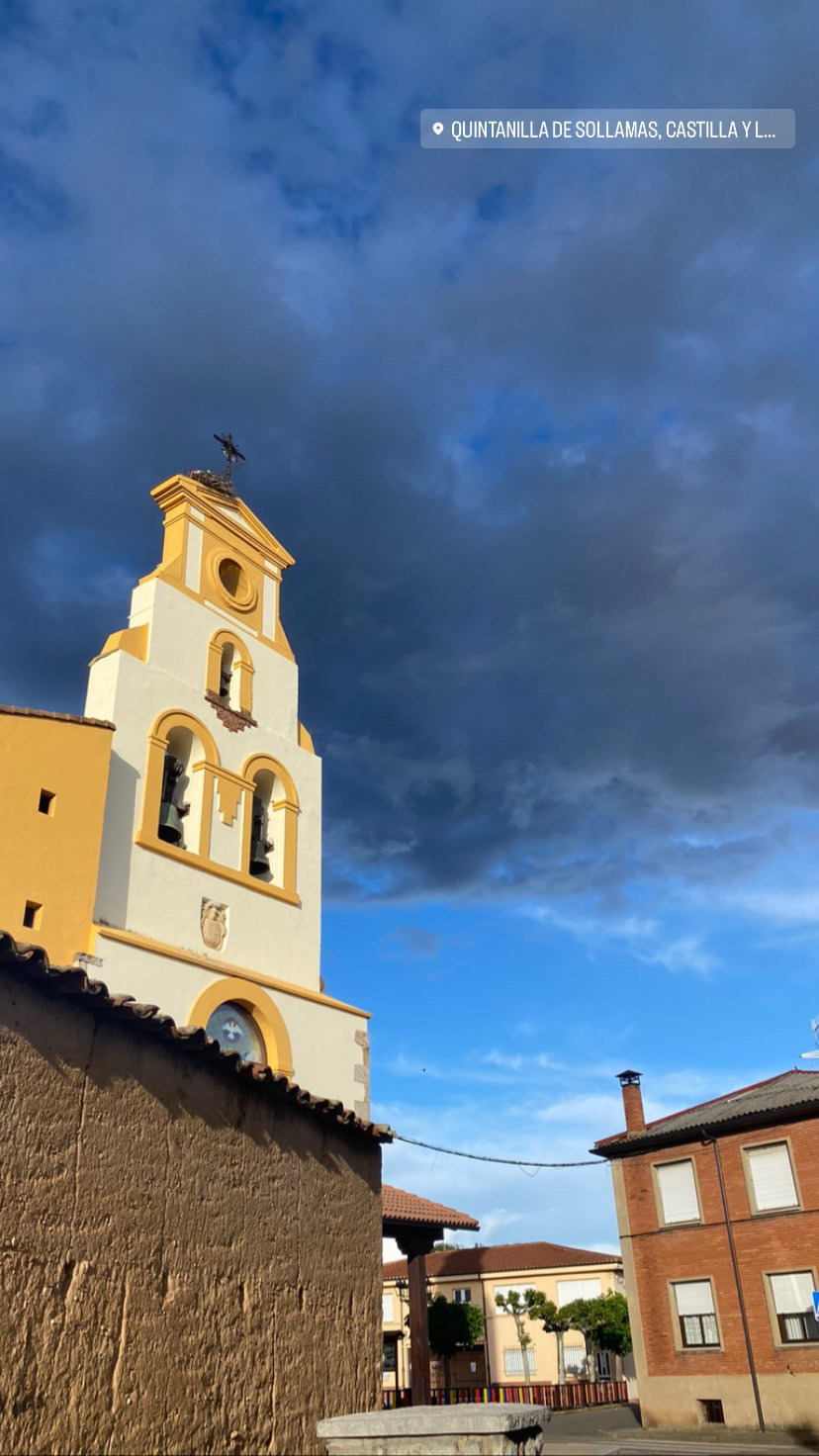

### Ermita de San Felipe
Si vamos hacia el monte, subiendo una pequeña cuesta, nos encontramos con la ermita de San Felipe, construida en 1986 sobre unas antiguas ruinas. Este santo es el patrón del pueblo. El día de San Felipe, el pueblo acude a esta ermita a pedir al Santo protección con rezos, cantos y celebración de la misa.

### Escuela primaria
Esta escuela cuenta con enseñanza de Educación Infantil Segundo Ciclo y Educación Primaria

### Centro de consultas médicas
Se trata de un centro de atención primaria. Este consultorio cuenta con un teléfono de atención al paciente, en el que le informarán de cualquier duda que tenga. Este número no siempre sirve para Urgencias o Cita Previa. Se atienden para médico, pediatra o curas, además de urgencias.
El teléfono disponible para solicitar cita previa es: 983 362061

### Biblioteca pública
Esta biblioteca se encuentra en C/ Real, s/n. y cuenta con diferentes servicios:
- Consulta en sala
- Préstamo
- Acceso a Internet
- Formación de usuarios
- Ludoteca

### Pabellón polideportivo
Este pabellón se encuentra en el mismo recinto que la biblioteca, y cuenta con una sala para hacer deporte, además de contener varias máquinas de ejercicio. Las instalaciones permitirán el desarrollo de actividades deportivas y lúdicas, independientemente del estado del tiempo.

### Camping
En este camping, se cuenta con un bar, pista de pádel, dos parques para los niños, pista de fútbol y campo de césped, área de frontón, tirolina y área de deporte al aire libre. Además, cuenta con un espacio para las caravanas.

### Playa fluvial
Esta playa fluvial está situada al lado del río y al lado del camping. Cuenta con una zona de césped. En verano, es tradición meter truchas en la piscina y pescarlas.

## Economía
Esta localidad, se nutre, principalmente de lúpulo, aunque también hay agricultura y ganadería.
El lúpulo es un ingrediente esencial para la elaboración de la cerveza. De las flores de esta planta se extrae la “lupina”, que es lo que le aporta el sabor amargo y aroma propios de la cerveza. También hace que la espuma de dicha cerveza sea más estable, además de conservar mejor su frescor.

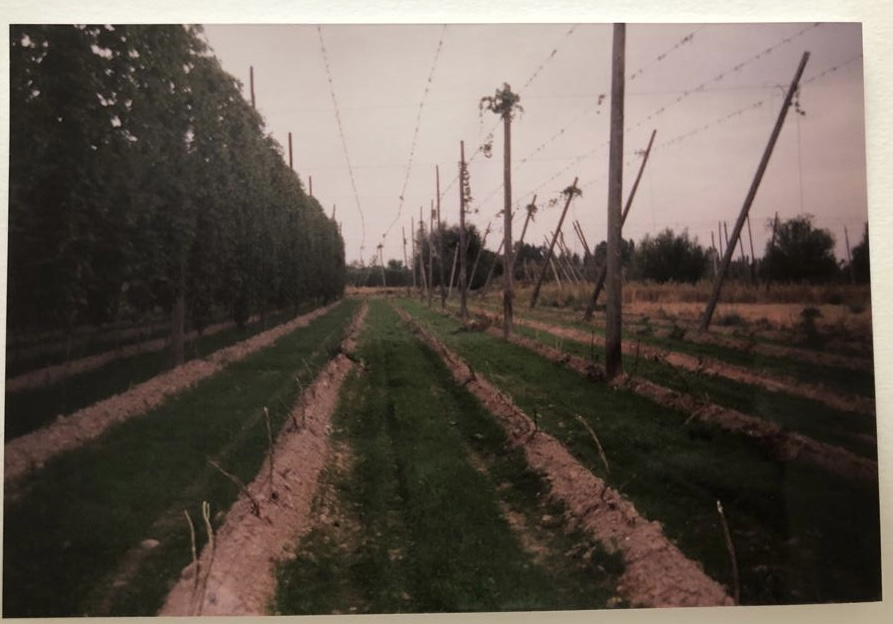

El lúpulo se cosecha entre el veinte de agosto y veinticinco de septiembre.

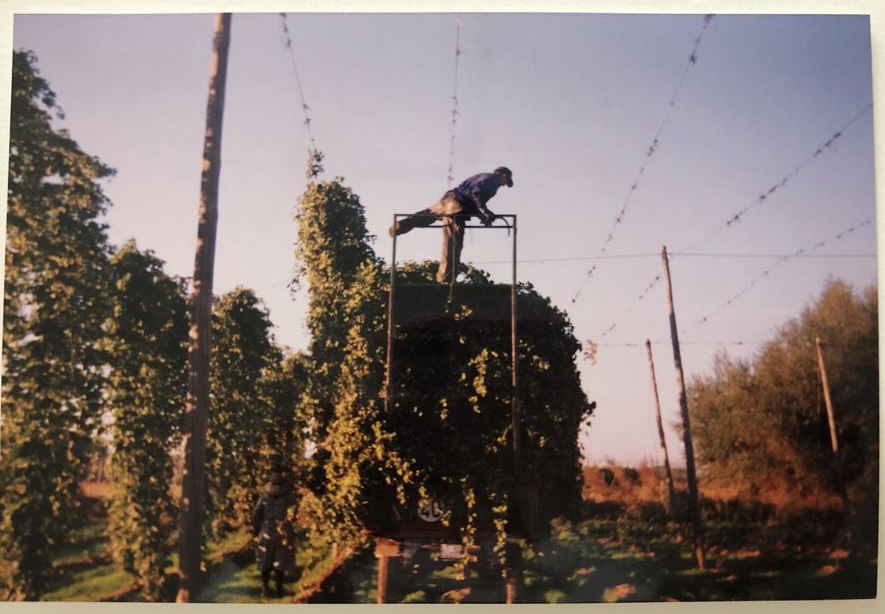

La máquina más usada es la peladora.
Los pasos son los siguientes: primero se cosecha el lúpulo, después se lleva a la secadora, ya que antes de prensarlo debe estar seco; a continuación, se prensa y se mete en sacos, y, por último, se lleva a la fábrica.

## Fiestas
En esta localidad se celebran, principalmente, dos fiestas locales:
Una de estas fiestas, se celebra el uno de mayo, mientras que la otra se realiza el diez de agosto. Ambas fiestas duran un par de días más.
En cuanto a la fiesta de mayo, por la mañana se realiza una misa en la ermita de San Felipe, además, se realizan bailes regionales, después, se da un aperitivo a los asistentes. Por la tarde, se realiza una cabalgata con gaiteros, que van por todo el pueblo, todo ello, complementado de diversos juegos infantiles en el camping. Por último, llegada la noche, hay orquesta en la plaza.
En la fiesta de agosto, por la mañana se comienza con una misa en la iglesia. Por la tarde se realizan diversos juegos infantiles en el camping, como la fiesta de la espuma, entre otros. Por último, llegada la noche, hay orquesta, tascas y juegos en la plaza.